# 比魯阿卡市

比魯阿卡市（西班牙語：Municipio Biruaca），是委內瑞拉的一個市，位於該國西南部阿普雷州，首府設於比魯阿卡，面積1,281平方公里，2007年人口54,233，人口密度為每平方公里42人。